# Unité urbaine de Soissons
L'unité urbaine de Soissons est une unité urbaine française centrée sur Soissons, une des sous-préfectures du département de l'Aisne au cœur de la deuxième agglomération urbaine du département.

## Situation géographique
L'unité urbaine de Soissons est située dans le sud-est du département de l'Aisne, dans la région historique du Soissonais où Soissons, surnommée la « Cité du Vase », en est le centre principal. Elle est située à l'ouest de la région Grand Est et au nord de l'Île-de-France.
La ville de Soissons qui est le centre urbain principal de l'agglomération s'étend avec sa large agglomération dans la vallée de l'Aisne, et occupe un site de confluence avec les rivières Aisne et Crise.

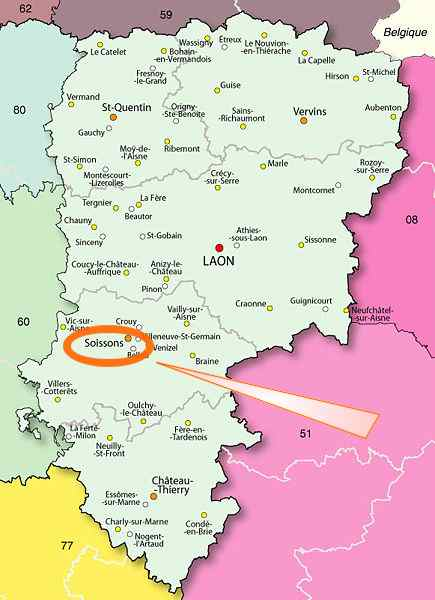
Localisation de Soissons

Elle est située à 35 km de Laon, la préfecture du département de l'Aisne, à 60 km de Reims, avec laquelle les liens sont plus serrés qu'avec l'ancienne capitale régionale de Picardie qui est Amiens et à 110 km de Paris.
Située administrativement dans la région Hauts-de-France, Soissons appartient davantage du point de vue historique et culturel à l'Île-de-France où l'influence de Paris y est fortement ressentie.

## Données générales
En 2020, selon l'INSEE, l'unité urbaine de Soissons est composée de huit communes, toutes situées dans le département de l'Aisne, plus précisément dans l'arrondissement de Soissons.
En 2022, avec 43 224 habitants, elle constitue la deuxième unité urbaine du département de l'Aisne, se classant après l'unité urbaine de Saint-Quentin et avant l'unité urbaine de Laon qui occupe le troisième rang dans le département bien qu'elle en soit la préfecture. Elle occupe le 19e rang dans la région Hauts-de-France.
En 2022, sa densité de population qui s'élève à 772 hab/km2 en fait une unité urbaine assez densément peuplée mais près de deux fois moins que celle de Saint-Quentin (1 281 hab/km2).
Les huit communes qui composent l'unité urbaine de Soissons font partie de GrandSoissons Agglomération qui regroupe vingt-huit communes.

## Délimitation de l'unité urbaine de 2020
En 2020, l'INSEE a procédé à une révision des délimitations des unités urbaines de la France ; celle de Soissons a conservé son périmètre de 2010. Lors de la précédente révision en 2010, elle a été amputée d'une commune, Bucy-le-Long, et est maintenant composée de 8 communes urbaines au lieu de neuf lors du zonage de 1999.

### Liste des communes
La liste ci-dessous comporte les communes appartenant à l'unité urbaine de Soissons selon la nouvelle délimitation de 2020 et sa population municipale en 2022 :
Elle est composée des huit communes suivantes :
| Nom                      | Code Insee | Département | Statut       | Superficie (km2) | Population (dernière pop. légale) | Densité (hab./km2) | Modifier                                    |
| ------------------------ | ---------- | ----------- | ------------ | ---------------- | --------------------------------- | ------------------ | ------------------------------------------- |
| Soissons (ville-centre)  | 02722      | Aisne       | ville-centre | 12,32            | 28 667 (2022)                     | 2 327              | modifier les données · modifier les données |
| Belleu                   | 02064      | Aisne       | banlieue     | 4,53             | 3 624 (2022)                      | 800                | modifier les données · modifier les données |
| Courmelles               | 02226      | Aisne       | banlieue     | 6,76             | 1 831 (2022)                      | 271                | modifier les données · modifier les données |
| Crouy                    | 02243      | Aisne       | banlieue     | 10,38            | 3 041 (2022)                      | 293                | modifier les données · modifier les données |
| Cuffies                  | 02245      | Aisne       | banlieue     | 5,02             | 1 760 (2022)                      | 351                | modifier les données · modifier les données |
| Mercin-et-Vaux           | 02477      | Aisne       | banlieue     | 7,77             | 945 (2022)                        | 122                | modifier les données · modifier les données |
| Vauxbuin                 | 02770      | Aisne       | banlieue     | 5,00             | 771 (2022)                        | 154                | modifier les données · modifier les données |
| Villeneuve-Saint-Germain | 02805      | Aisne       | banlieue     | 4,54             | 2 585 (2022)                      | 569                | modifier les données · modifier les données |

## Évolution démographique
L'unité urbaine de Soissons affiche une évolution démographique négative depuis 1982 après avoir enregistré une croissance régulière de 1968 à 1982. Depuis 1982 où elle atteint son chiffre de population le plus élevé, l’agglomération connaît une baisse ininterrompue de sa population au point qu'elle est passée sous son niveau de population de 1975 et s'éloigne de plus en plus du seuil des 50 000 habitants qu'elle n'a du reste jamais franchi.
| 1968   | 1975   | 1982   | 1990   | 1999   | 2010   | 2015   | 2022   |
| ------ | ------ | ------ | ------ | ------ | ------ | ------ | ------ |
| 39 313 | 44 506 | 45 504 | 44 327 | 43 316 | 42 773 | 42 947 | 43 224 |